# Michael Jackson Live in Japan
Michael Jackson Live in Japan (Japonés: 橫濱市でマイケルジャクソンのバッド) es un DVD de un concierto de Michael Jackson en el comienzo de su Bad World Tour. Fue lanzado el 12 de diciembre de 2008. Realizado en el Estadio de Yokohama en Yokohama, Japón el 26 de septiembre de 1987, el concierto fue transmitido por televisión por el canal Nippon TV. Aunque una versión no oficial, ha sido vendido en la música y el vídeo en muchas tiendas, y ha demostrado ser popular entre los aficionados.
Audio del concierto también fue puesta a disposición como un pirata de doble CD, titulado One Night in Japan, así como en Internet.

## Lista de canciones
| N.º | Título                                                 | Escritor(es)                                                                                   | Duración |  |
| 1.  | «Wanna Be Startin' Somethin'»                          | Michael Jackson                                                                                |          |  |
| 2.  | «Things I Do for You»                                  | Michael Jackson, Randy Jackson, Tito Jackson, Jackie Jackson, Marlon Jackson                   |          |  |
| 3.  | «Off the Wall»                                         | Rod Temperton                                                                                  |          |  |
| 4.  | «Human Nature»                                         | Steve Porcaro, John Bettis                                                                     |          |  |
| 5.  | «This Place Hotel»                                     | Michael Jackson                                                                                |          |  |
| 6.  | «She's Out of My Life»                                 | Tom Bahler                                                                                     |          |  |
| 7.  | «I Want You Back/The Love You Save/I'll Be There»      | Berry Gordy, Freddie Perren, Alphonzo Mizell, Deke Richards, Bob West, Willie Hutch, Hal Davis |          |  |
| 8.  | «Rock with You»                                        | Rod Temperton                                                                                  |          |  |
| 9.  | «Lovely One»                                           | Michael Jackson, Randy Jackson                                                                 |          |  |
| 10. | «Workin' Day and Night»                                | Michael Jackson                                                                                |          |  |
| 11. | «Beat It»                                              | Michael Jackson                                                                                |          |  |
| 12. | «Billie Jean»                                          | Michael Jackson                                                                                |          |  |
| 13. | «Shake Your Body (Down to the Ground)»                 | Michael Jackson, Randy Jackson                                                                 |          |  |
| 14. | «Thriller»                                             | Rod Temperton                                                                                  |          |  |
| 15. | «I Just Can't Stop Loving You» (dueto con Sheryl Crow) | Michael Jackson                                                                                |          |  |
| 16. | «Bad»                                                  | Michael Jackson                                                                                |          |  |

Cabe mencionar que el DVD dispone de una muy baja calidad cosa que se ha corregido en algunos reproductores de HD y disponibles en descarga o YouTube.